# ガモウひろし
ガモウ ひろし（1962年8月17日 - ）は、日本の漫画家。男性。東京都生まれで埼玉県越谷市育ち、越谷市在住。

## 来歴
1984年に『根暗仮面』で第21回赤塚賞佳作に選ばれる。
1985年大学4年7月に月刊誌『フレッシュジャンプ』にて『臨機応変マン』でデビュー。自身のライフワーク的作品。以降、ヒーローを主人公としたギャグ漫画を多く残す。
1987年『フレッシュジャンプ』にて『スーパーボーヤケンちゃん』を連載。
1990年週刊少年ジャンプ18号に特別読切『トラブル昆虫記』を掲載。
1993年から1997年にかけて、『週刊少年ジャンプ』にて『とっても!ラッキーマン』を連載。自身最長の連載（全188話、単行本16巻）となり、アニメ化やゲーム化もされ名実ともに代表作となった。『とっても!ラッキーマン』の連載前2年間は、生活のため無遅刻無欠勤でサラリーマンを続けていた。
1998年に『ぼくは少年探偵ダン♪♪』、2000年に『バカバカしいの!』を『週刊少年ジャンプ』に連載するが、いずれも半年以内の短期連載に終わる。
2003年、「mangaオモ!」（集英社）にて『キューボ戦隊オモレンジャー』（6P）を掲載。
2008年、わくわくキッズブックシリーズ（集英社）として、絵本『でたぁーっ わんつーぱんつくん』を刊行。
2009年、『ラッキーマン』の文庫本が刊行。新たに描き下ろしとあとがきが追加されている。さらに、読み切り版『ラッキーマン』や『少年探偵ダン』などが収録された『ガモウひろし　寄せ集め』集の2冊が刊行された。
2010年、当初昨年度内と発表されていた『寄せ集め』第3巻が刊行予定であるとアナウンスされていた。表紙は読者募集のものとなる予定であった。しかし、集英社コミック文庫より2015年5月現在発売の予定はないと発表された。

## 人物
越谷市内に実在する「蒲生」という地名がペンネームの由来とされる。ガモウの家は、越谷レイクタウンにかなり近いところにある。
本名は非公表だが、ニックネームが「てっちゃん」であることは公表している。2人の子供がいる。
1970 - 80年代のジャニーズに詳しく、特にシブがき隊の歌に関するネタが頻繁に登場する。
「ジャンプで一番絵が下手」と言われたガモウだったが、それについてガモウは「絵はうまいにこしたことはないが、漫画に大切なのは愛です」と発言している。
『ラッキーマン』の連載当時は、他の人気連載漫画には敵わぬと自覚しながらも「ガモウのくせに」という言葉を励みにして、手を抜かず必死に描いていたことを告白している。
2009年現在の活動は公式には『ぱんつくん』の出版と『ラッキーマン』の文庫本発売のみであるが、「どうやって生計をつないでいるのか」について、前記のそれらの活動以外を「一番聞いてはいけないこと」と、やんわりと述べている。
長らく愛煙家であったが、最近は節煙に努め1日4箱以上だったのが2箱以下になったという。
お笑いコンビ・はんにゃの金田哲に人志松本の○○な話にて『ラッキーマン』を紹介されていることを目の当たりにしたガモウは、「好きだと言ってくれている」人が「世の中にはもっとたくさんいるのだろう」と思い「描いててよかった」と涙した。

## 作品リスト

### 連載作品
- 臨機応変マン - フレッシュジャンプ昭和60年3・5・6月号（のうちいずれか2号）に初掲載。昭和60年8月号～62年6月号、および62年フレッシュジャンプ増刊ザ・夏休みスペシャルに連載。コミックス全4巻
- スーパーボーヤケンちゃん - フレッシュジャンプ昭和62年10月号～63年12月号に連載。コミックス全2巻
- とっても!ラッキーマン[9] - 週刊少年ジャンプ、コミックス全16巻、文庫版全8巻
- ぼくは少年探偵ダン♪♪ - 週刊少年ジャンプ1998年43号～1999年11号に連載。コミックス全2巻
- バカバカしいの! - 週刊少年ジャンプ2000年31号に初掲載、49号～連載。ジャンプフェスタで2種のトレーディングカードが発売された。コミックス全1巻、『寄せ集め』第1、2巻に収録　※ガモウひろ椎野名義

### 読み切り、単発作品など
- 根暗仮面 - 少年ジャンプコミックス「臨機応変マン」第4巻に収録
- モンスターちゃんがやって来た!（全4話） - 月刊フレッシュジャンプ昭和60年3・5・6月号（のうちいずれか2号）、昭和63年1～2月号に掲載。コミックス「臨機応変マン」第4巻に2話を、および「スーパーボーヤケンちゃん」第2巻に残りの2話を収録
- トラブル昆虫記 - コミックス「とっても！ラッキーマン」および『寄せ集め』第1巻に収録
- 21世紀マン - 週刊少年ジャンプ1998年4・5合併号に掲載。『寄せ集め』第2巻に収録
- ボンジュール ジンでボ～ン! - 週刊少年ジャンプ2000年5・6合併号に掲載。 『寄せ集め』第1巻に収録
- キューボ戦隊オモレンジャー - 集英社ムック「manga オモ！」発売記念ページ用WEBコミック（FLASHサイト）
- カタルマン - 『寄せ集め』第1,2巻に、書き下ろしおまけマンガとして収録

### 絵本
- でたぁーっ わんつーぱんつくん（1～3巻）